# Cis pseudosphindus
Cis pseudosphindus es una especie de coleóptero de la familia Ciidae.

## Distribución geográfica
Habita en África Oriental.